# Ágioi Theódori
Ágioi Theódori (Agioi Theodoroi) är en ort i Grekland.   Den ligger i prefekturen Nomós Sámou och regionen Nordegeiska öarna, i den östra delen av landet, 270 km öster om huvudstaden Aten. Ágioi Theódori ligger 296 meter över havet och antalet invånare är 123. Den ligger på ön Samos.
Terrängen runt Ágioi Theódori är kuperad söderut, men norrut är den bergig. Havet är nära Ágioi Theódori söderut.  Närmaste större samhälle är Néon Karlovásion, 5,7 km norr om Ágioi Theódori. 